# Le Temps retrouvé (film)
Pour les articles homonymes, voir Le Temps retrouvé (homonymie).
Pour plus de détails, voir Fiche technique et Distribution.
Le Temps retrouvé est un  film franco-italo-portugais réalisé par Raoul Ruiz d'après le roman homonyme de Marcel Proust et sorti en 1999.

## Synopsis
En feuilletant nostalgiquement son album de photos, le narrateur de la Recherche, très malade et alité, voit défiler sa vie.

## Fiche technique
- Titre original : Le Temps retrouvé
- Titre italien : Il tempo ritrovato
- Titre portugais : O tempo reencontrado
- Réalisation : Raoul Ruiz
- Scénario : Raoul Ruiz et Gilles Taurand, d'après le roman de Marcel Proust, Le Temps retrouvé (1927)
- Musique : Jorge Arriagada
- Décors : Bruno Beaugé
- Costumes : Gabriella Pescucci, Caroline de Vivaise
- Photographie : Ricardo Aronovitch
- Cadre : Sabine Lancelin
- Montage : Denise de Casabianca
- Production : Paulo Branco
- Sociétés de production[1],[2] : Gemini Films (France), France 2 Cinéma, Les Films du Lendemain (France), Blu Cinemagrafica (Italie), Madragoa Filmes (Portugal)
- Sociétés de distribution[1],[2] : Gemini Films (France), Alfama Films (France, distribution de la version restaurée), The Bureau Sales (vente à l'exportation)
- Pays de production :  France,  Italie et  Portugal
- Langue originale : français
- Format : couleur - 35 mm - 1.85:1 - son Dolby Digital DTS
- Genre : drame
- Durée : 169 minutes
- Dates de sortie :
  - France : 16 mai 1999, Festival de Cannes et sortie nationale
  - Portugal : 8 octobre 1999
  - Belgique : 20 octobre 1999
  - Italie : 14 avril 2000
- Classifications CNC (France) : tous publics, art et essai

## Distribution
- Catherine Deneuve : Odette de Crécy
- Emmanuelle Béart : Gilberte
- Vincent Perez : Morel
- Pascal Greggory : Saint-Loup
- Marie-France Pisier : Madame Verdurin
- Chiara Mastroianni : Albertine
- Arielle Dombasle : Mme de Farcy
- Édith Scob : Oriane de Guermantes
- Elsa Zylberstein : Rachel
- Christian Vadim : Bloch
- Dominique Labourier : Mme Cottard
- Philippe Morier-Genoud : le docteur Cottard
- Melvil Poupaud : le prince de Foix
- Mathilde Seigner : Céleste
- Jacques Pieiller (en) : Jupien
- Hélène Surgère : Françoise
- André Engel : le narrateur (âgé)
- Georges Du Fresne : le narrateur (enfant)
- Monique Mélinand : la grand-mère de Marcel
- Laurence Février : la mère de Marcel
- Jean-François Balmer : l'oncle Adolphe
- Marcello Mazzarella (it) (vf : Patrice Chéreau) : le narrateur
- John Malkovich (vf : Daniel Beretta) : le baron de Charlus
- Pierre Mignard : le narrateur (adolescent)
- Lucien Pascal : le prince de Guermantes
- Jérôme Prieur : M. Verdurin
- Bernard Pautrat : Charles Swann
- Alain Robbe-Grillet : Goncourt
- Ingrid Caven : la princesse russe
- Jean-Claude Jay : le duc de Guermantes
- Camille Du Fresne : Gilberte enfant
- Alain Rimoux : M. Bontemps
- Alain Guillo : le célèbre décorateur
- Xavier Brière : le maître d'hôtel de Marcel
- Bernard Garnier : Cambremer
- Monique Couturier : la marquise de Villeparisis
- Isa Mercure : Mme Bontemps
- Pierre-Alain Chapuis : le maître d'hôtel à Guermantes
- Jean-François Lapalus : le maître d'hôtel du Café de la Paix
- Damien Odoul : Gaspard, le cuisinier du Café de la Paix
- Daniel Isoppo : le directeur de l'hôtel à Balbec
- Patrice Juiff : le jeune serveur à Balbec
- Pascal Tokatlian : le porteur de l'hôtel à Balbec
- Marine Delterme : l'amie de Morel
- Jean Badin : le mari de Rachel
- Laurent Schwaar : Maurice
- Messaoud Hattau : M. Léon
- Alexandre Soulié : Louis, le militaire
- Sebastien Libessart : le second militaire
- Fabrice Cals : un ouvrier chez Jupien
- Jean-Pierre Allain : un ouvrier chez Jupien
- Carl de Miranda : un vendeur chez Jupien
- Hervé Falloux : M. Redingote
- Lou : le présentateur
- Philippe Lehembre : le général
- Eric Vanzetta : l'officier
- Rosita Mital : la vieille fille
- Tatie Vauville : la mère de la vieille fille
- Michel Armin : le client distingué chez Jupien
- Pierre Vilanova : M. René
- André Delmas : le prêtre chez Jupien
- Philippe Gauguet : le chauffeur de Jupien
- Serge Brincat : le serveur du Café de la Paix
- Yann Claassen : un militaire au Café de la Paix
- Bruno Guillot : un militaire au Café de la Paix
- Emmanuel Crepin : un militaire au Café de la Paix
- Francis Leplay : un employé chez Jupien
- Isabelle Auroy : Mme de Sainte-Euverte
- Jacques-François Zeller : le grand-père de Marcel
- Serge Dekramer : le père de Marcel
- Suzy Marquis : la vieille femme chez Gilberte
- Laure de Clermont-Tonnerre : la fille de Gilberte
- Georgette Bastien-Vona : Mme de Marsantes
- René Marquant : M. d'Argencourt
- Laetitia Colom-Vialazeix : Léa
- Maxime Nourissat : Léo
- Stephan Le Forestier : le spectre
- Romain Sellier : un ami de Charles au Café de la Paix
- Pierre Pitrou : le photographe
- Alexandre Boussat : René
- Sheila Trubacek : la vicomtesse de Saint-Fiacre
- Bernard Barberet : l'unijambiste
- Diane Dassigny : le pianiste au bal de Tête
- Guillaume Choquet : le violoniste au bal de Tête
- Alain Duclos : le valet de l’oncle Adolphe
- Manuela Morgaine : la lectrice
- Christian Magis : l'aveugle

## Production

### Tournage
Extérieurs : 
- 8e arrondissement de Paris : jardins des Champs-Élysées ;
- 16e arrondissement de Paris : bois de Boulogne ;
- Seine-et-Marne : Chailly-en-Brie (château de Voisin : scène du concert) ;
- Val-d'Oise : Épinay-Champlâtreux (château de Champlâtreux).

### Chanson
- Le Temps retrouvé, composée par Jorge Arriagada et interprétée par la cantatrice française Natalie Dessay (vocalises).

## Distinctions

### Récompenses
- Festival du film de Cabourg 1999 : Swann d'or de la meilleure actrice pour Emmanuelle Béart
- Festival international du cinéma d'Orense 1999 : prix de la meilleure photographie pour Ricardo Aronovitch

### Nominations et sélections
- Festival de Cannes 1999 : sélection officielle, en compétition pour la Palme d'or
- César du cinéma 2000 : nomination pour César des meilleurs costumes pour Gabriella Pescucci et Caroline de Vivaise
- Village Voice Film Poll 2000 : nomination pour le prix du meilleur film (10e place)